# Croixrault
Croixrault est une commune française située dans le département de la Somme, en région Hauts-de-France.

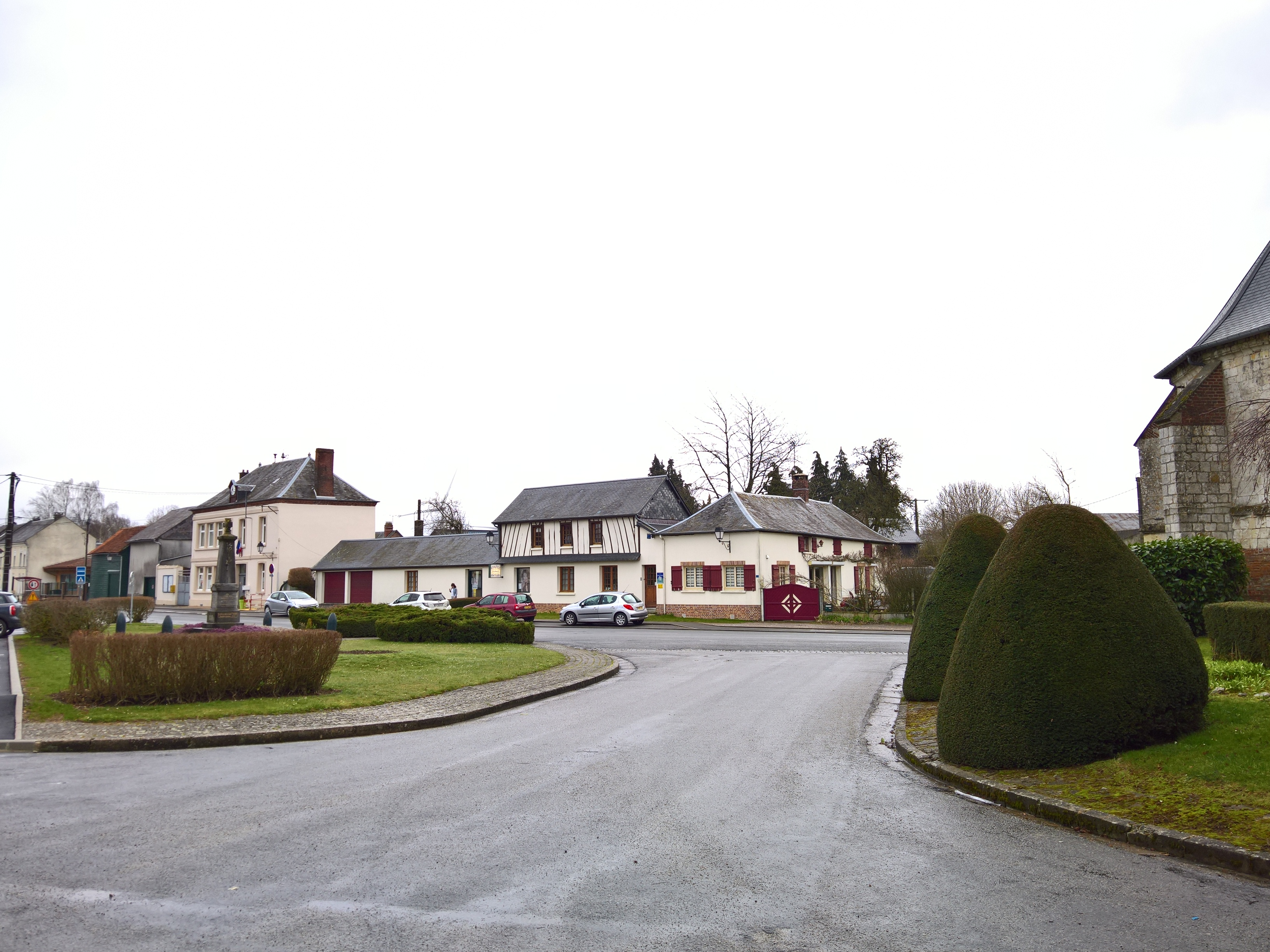
La place.

## Géographie

### Localisation
Croixrault est un village picard de l'Amiénois.
Limitrophe de Poix-de-Picardie, la localité est située à 25 km au sud-ouest d'Amiens, 37 km au sud-est d'Abbeville et à 39 km au nord-ouest de Beauvais à vol d'oiseau.
Le territoire de la commune est limitrophe de ceux de sept communes.   
Les communes limitrophes sont  Blangy-sous-Poix, Bussy-lès-Poix, Fricamps, Moyencourt-lès-Poix, Poix-de-Picardie, Thieulloy-l'Abbaye et Éplessier.

### Hydrographie
La commune est située dans le bassin Artois-Picardie. Elle n'est drainée par aucun cours d'eau.

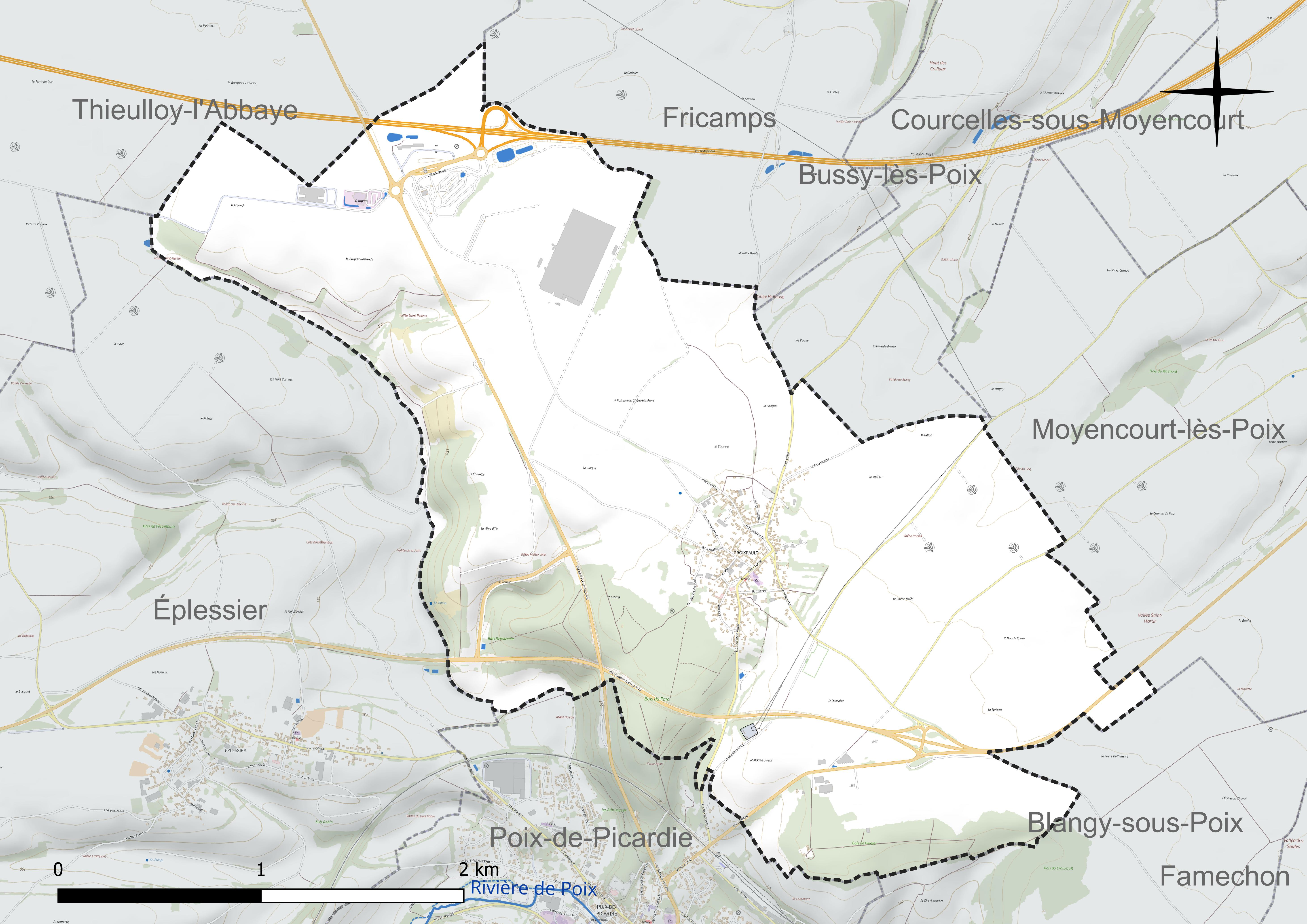
Réseau hydrographique de Croixrault.

### Climat
Pour des articles plus généraux, voir Climat des Hauts-de-France et Climat de la Somme.
En 2010, le climat de la commune est de type climat océanique dégradé des plaines du Centre et du Nord, selon une étude du CNRS s'appuyant sur une série de données couvrant la période 1971-2000. En 2020, Météo-France publie une typologie des climats de la France métropolitaine dans laquelle la commune est exposée à un climat océanique et est dans la région climatique Côtes de la Manche orientale, caractérisée par un faible ensoleillement (1 550 h/an) ; forte humidité de l'air (plus de 20 h/jour avec humidité relative > 80 % en hiver), vents forts fréquents.
Pour la période 1971-2000, la température annuelle moyenne est de 9,8 °C, avec une amplitude thermique annuelle de 13,8 °C. Le cumul annuel moyen de précipitations est de 810 mm, avec 12,6 jours de précipitations en janvier et 8,9 jours en juillet. Pour la période 1991-2020, la température moyenne annuelle observée sur la station météorologique la plus proche, située sur la commune de Saint-Arnoult à 21 km à vol d'oiseau, est de 10,4 °C et le cumul annuel moyen de précipitations est de 797,2 mm,. Pour l'avenir, les paramètres climatiques de la commune estimés pour 2050 selon différents scénarios d'émission de gaz à effet de serre sont consultables sur un site dédié publié par Météo-France en novembre 2022.

## Urbanisme

### Typologie
Au 1er janvier 2024, Croixrault est catégorisée bourg rural, selon la nouvelle grille communale de densité à sept niveaux définie par l'Insee en 2022.
Elle est située hors unité urbaine. Par ailleurs la commune fait partie de l'aire d'attraction d'Amiens, dont elle est une commune de la couronne,. Cette aire, qui regroupe 369 communes, est catégorisée dans les aires de 200 000 à moins de 700 000 habitants,.

### Occupation des sols
L'occupation des sols de la commune, telle qu'elle ressort de la base de données européenne d'occupation biophysique des sols Corine Land Cover (CLC), est marquée par l'importance des territoires agricoles (81,6 % en 2018), en diminution par rapport à 1990 (85,2 %). La répartition détaillée en 2018 est la suivante : 
terres arables (66,5 %), forêts (11,3 %), prairies (9,3 %), zones agricoles hétérogènes (5,8 %), zones industrielles ou commerciales et réseaux de communication (3,6 %), zones urbanisées (3,5 %). L'évolution de l'occupation des sols de la commune et de ses infrastructures peut être observée sur les différentes représentations cartographiques du territoire : la carte de Cassini (XVIIIe siècle), la carte d'état-major (1820-1866) et les cartes ou photos aériennes de l'IGN pour la période actuelle (1950 à aujourd'hui).

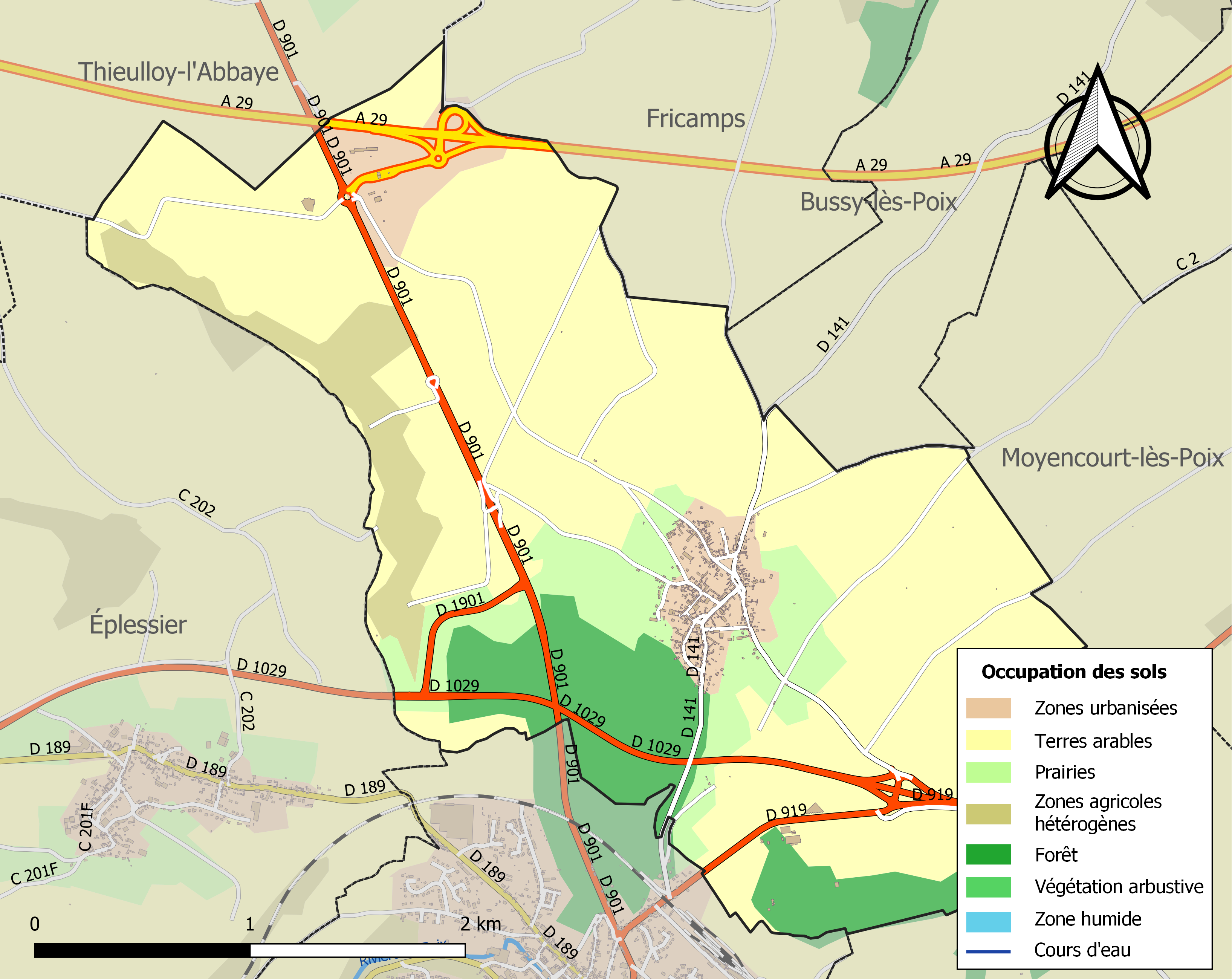
Carte des infrastructures et de l'occupation des sols de la commune en 2018 (CLC).

### Voies de communication et transports
La commune est desservie par la sortie no 13 de l'autoroute A29. Celle-ci se trouve sur la commune et assure la connexion entre le tracé ancien de l'ex-route nationale 1 et l'ex-route nationale 29. L'autoroute y propose également une aire de services.
En 2019, Croixrault est desservie par les lignes de bus du réseau Trans'80, chaque jour de la semaine, sauf le dimanche et les jours fériés.

## Toponymie
Le nom de la localité est attesté sous la forme a Cruce Radulphi en 1146.
Le nom de la commune ne fait pas référence à un symbole chrétien. Il est tiré du latin Curtis Radulfi, soit le « domaine de Radulphe ».[source insuffisante][Information douteuse]

## Histoire
Les fondations d'une villa gallo-romaine , les vestiges d'un village des Ve et Xe siècles et 400 tombes qui dateraient des temps carolingiens font l'objet en 2020 de fouilles préventives sur le site de la ZAC de la Mine d'o, à la suite de premières découvertes en 2009, lors de l'aménagement de l'échangeur autoroutier,.

## Politique et administration

### Rattachements administratifs et électoraux
La commune se trouve dans l'arrondissement d'Amiens du département de la Somme. Pour l'élection des députés, elle fait partie depuis 2012 de la quatrième circonscription de la Somme.
Elle fait partie depuis 1793 du canton de Poix-de-Picardie. Dans le cadre du redécoupage cantonal de 2014 en France, ce canton, où la commune reste intégrée, est modifié et agrandi.

### Intercommunalité
La commune était membre de la communauté de communes du Sud-Ouest Amiénois (CCSOA), créée en 2004.
Dans le cadre des dispositions de la loi portant nouvelle organisation territoriale de la République du 7 août 2015, qui prévoit que les établissements publics de coopération intercommunale (EPCI) à fiscalité propre doivent avoir un minimum de 15 000 habitants, la préfète de la Somme propose en octobre 2015 un projet de nouveau schéma départemental de coopération intercommunale (SDCI) qui prévoit la réduction de 28 à 16 du nombre des intercommunalités à fiscalité propre du département.
Ce projet prévoit la « fusion des communautés de communes du Sud Ouest Amiénois, du Contynois et de la région d'Oisemont », le nouvel ensemble de 37 412 habitants regroupant 120 communes,. À la suite de l'avis favorable de la commission départementale de coopération intercommunale en janvier 2016, la préfecture sollicite l'avis formel des conseils municipaux et communautaires concernés en vue de la mise en œuvre de la fusion.
La communauté de communes Somme Sud-Ouest (CC2SO), dont est désormais membre la commune, est ainsi créée au 1er janvier 2017.

### Liste des maires
| Période                                  | Période                      | Identité        | Étiquette | Qualité |
| ---------------------------------------- | ---------------------------- | --------------- | --------- | ------- |
| Les données manquantes sont à compléter. |                              |                 |           |         |
| mars 2001                                | 2014                         | Danièle Hénon   |           |         |
| 4 avril 2014                             | juillet 2020                 | M. Claude Louis |           |         |
| juillet 2020,                            | En cours (au 8 octobre 2020) | Didier Darsin   |           |         |

## Population et société

### Démographie
L'évolution du nombre d'habitants est connue à travers les recensements de la population effectués dans la commune depuis 1793. Pour les communes de moins de 10 000 habitants, une enquête de recensement portant sur toute la population est réalisée tous les cinq ans, les populations de référence des années intermédiaires étant quant à elles estimées par interpolation ou extrapolation. Pour la commune, le premier recensement exhaustif entrant dans le cadre du nouveau dispositif a été réalisé en 2004.

En 2022, la commune comptait 457 habitants, en évolution de +6,78 % par rapport à 2016 (Somme : −1,26 %, France hors Mayotte : +2,11 %).
| 1793 | 1800 | 1806 | 1821 | 1831 | 1836 | 1841 | 1846 | 1851 |
| ---- | ---- | ---- | ---- | ---- | ---- | ---- | ---- | ---- |
| 581  | 527  | 579  | 579  | 578  | 595  | 536  | 531  | 537  |

| 1856 | 1861 | 1866 | 1872 | 1876 | 1881 | 1886 | 1891 | 1896 |
| ---- | ---- | ---- | ---- | ---- | ---- | ---- | ---- | ---- |
| 504  | 512  | 498  | 444  | 431  | 399  | 395  | 387  | 391  |

| 1901 | 1906 | 1911 | 1921 | 1926 | 1931 | 1936 | 1946 | 1954 |
| ---- | ---- | ---- | ---- | ---- | ---- | ---- | ---- | ---- |
| 361  | 365  | 335  | 336  | 344  | 330  | 327  | 289  | 307  |

| 1962 | 1968 | 1975 | 1982 | 1990 | 1999 | 2004 | 2006 | 2009 |
| ---- | ---- | ---- | ---- | ---- | ---- | ---- | ---- | ---- |
| 324  | 372  | 351  | 365  | 356  | 355  | 389  | 407  | 428  |

| 2014 | 2019 | 2022 | - | - | - | - | - | - |
| ---- | ---- | ---- | - | - | - | - | - | - |
| 430  | 447  | 457  | - | - | - | - | - | - |

### Enseignement

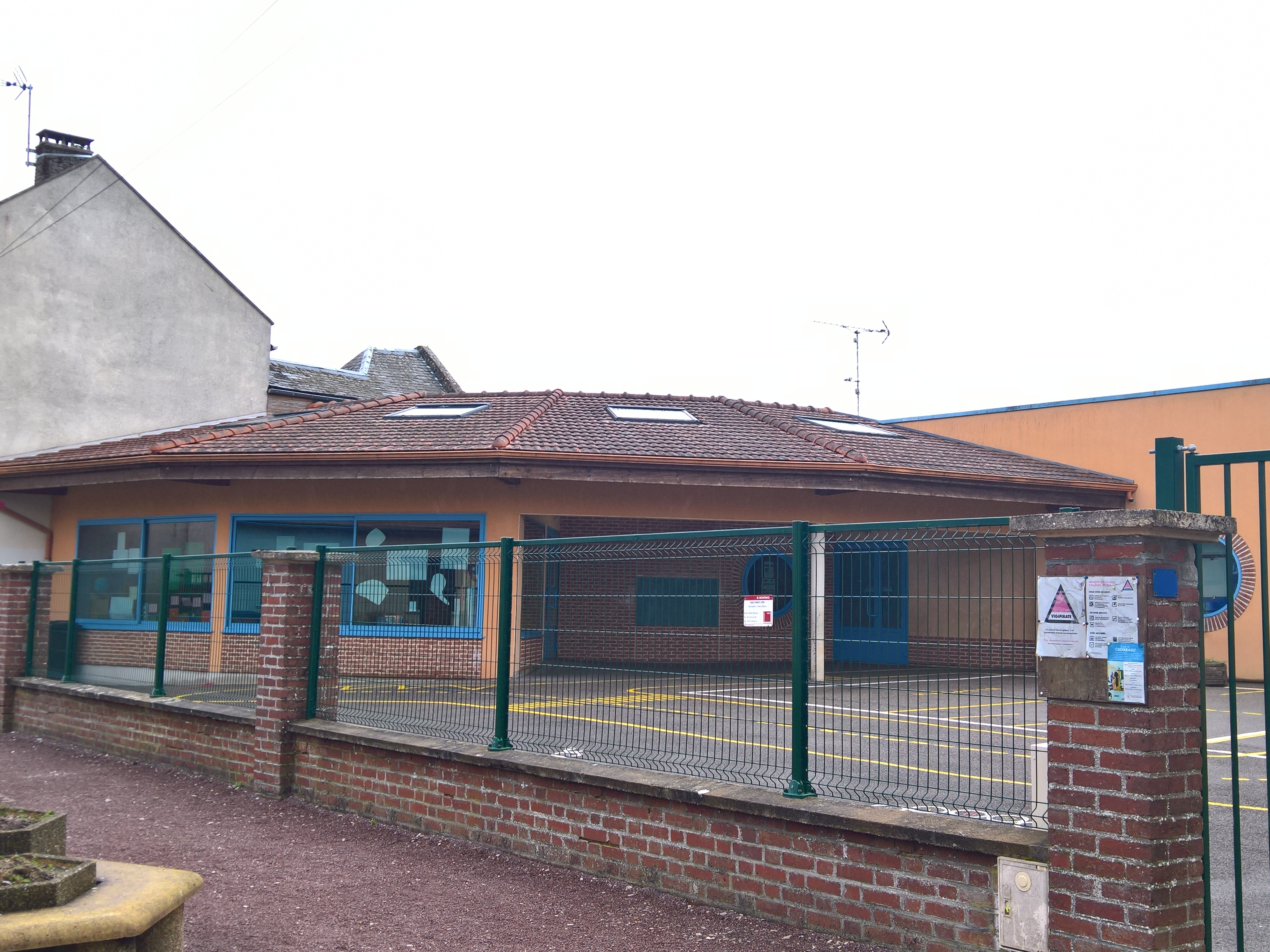
L'école.

Les communes de Croixrault et Éplessier gèrent l'enseignement primaire au sein d'un regroupement pédagogique intercommunal.

### Équipements
La commune s'est dotée en 2019 d'une  grande salle de réunion, au rez-de-chaussée de la mairie.
Le centre aquatique communautaire Aquasoa, conçu par le cabinet Octant architecture pour la communauté de communes du Sud-Ouest Amiénois (CCSOA) avant sa disparition, ouvre en avril 2017. Son coût est de l'ordre de 8 millions d'euros,.

## Économie
La zone d'aménagement concerté (ZAC) de la Mine d'Or, réalisée par la communauté de communes Somme Sud-Ouest près de l'échangeur autoroutier, est implantée sur la commune.
Le géant américain de l'agroalimentaire Fresh Del Monte devrait y implanter une usine de conditionnement de fruits et légumes frais (oignons, choux, navets, radis, carottes, céleris, poiraux, courgettes, fruits rouges…), qui permettra l'emploi, en 2018, de 150 salariés,. Ce projet n'est toujours pas réalisé en 2020.
En 2021, l'entreprise JJA, spécialisée dans la décoration et le mobilier s'installe également dans la ZAC, avec la construction d'une plateforme logistique de 98 000 m2 composée de huit cellules de 12 000 m2, où travailleraient, selon l'entreprise, 200 salariés.
La commune conserve également une épicerie de proximité en 2016 et une boutique de vente directe de produits maraîchers ainsi que de produits frais et fromages, qui a ouvert les samedis matin en 2019.
La commune a acquis la licence IV du dernier café lors de sa fermeture, afin de permettre sa reprise ultérieure par un commerçant.

## Culture locale et patrimoine

### Lieux et monuments
- Église Saint-Jean-Baptiste[43].

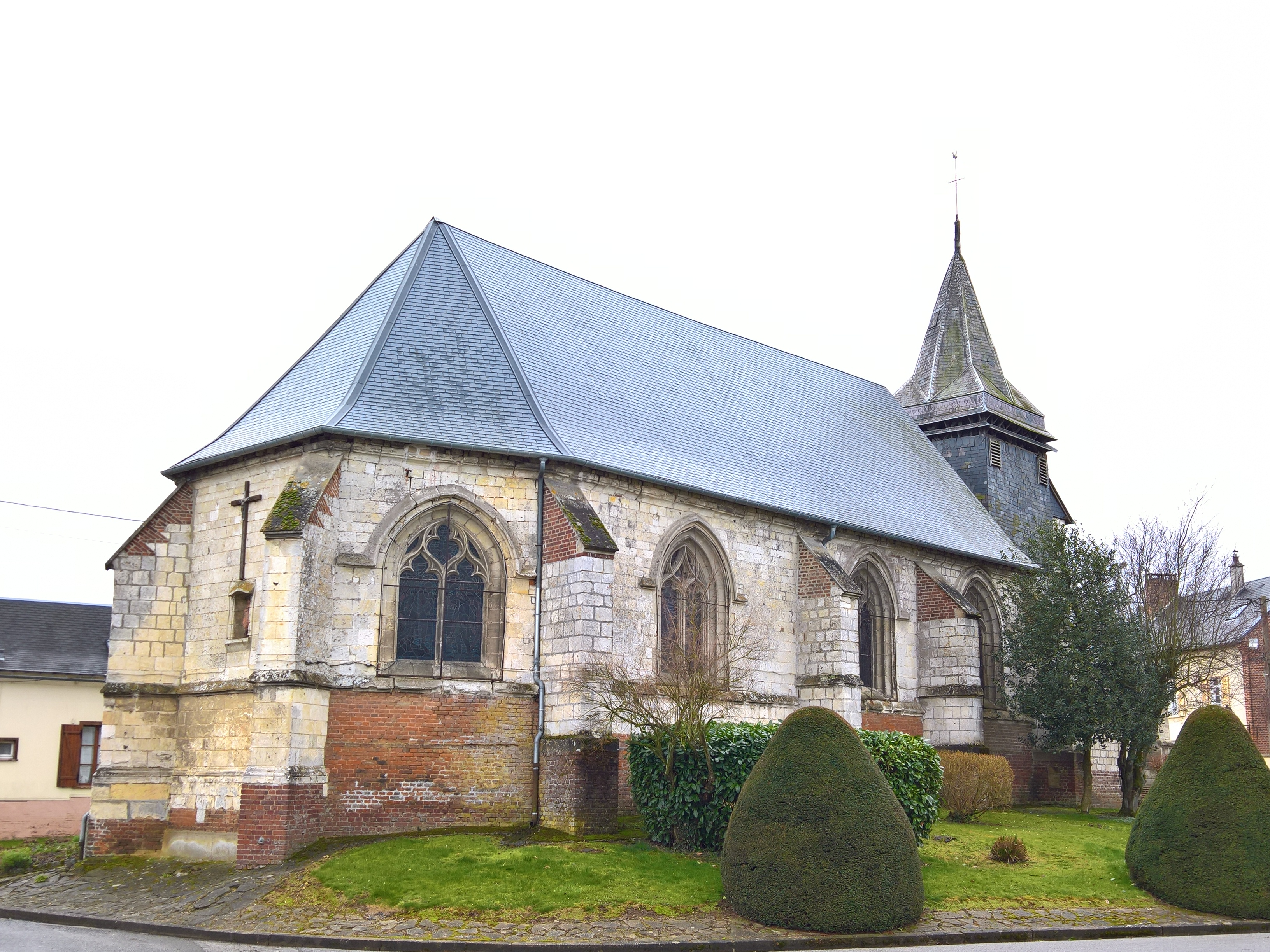
L'église Saint-Jean-Baptiste.
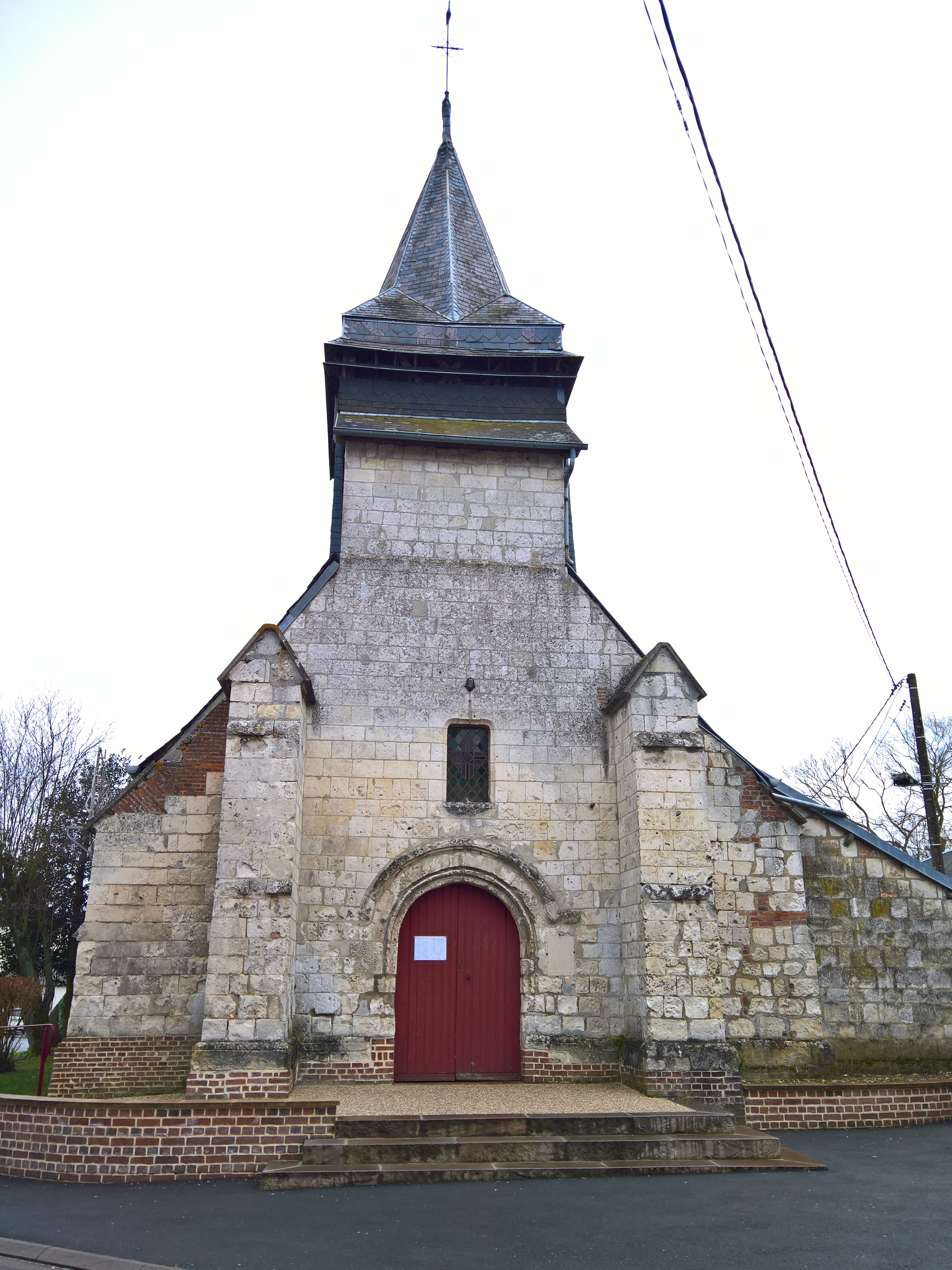
Façade de l'église
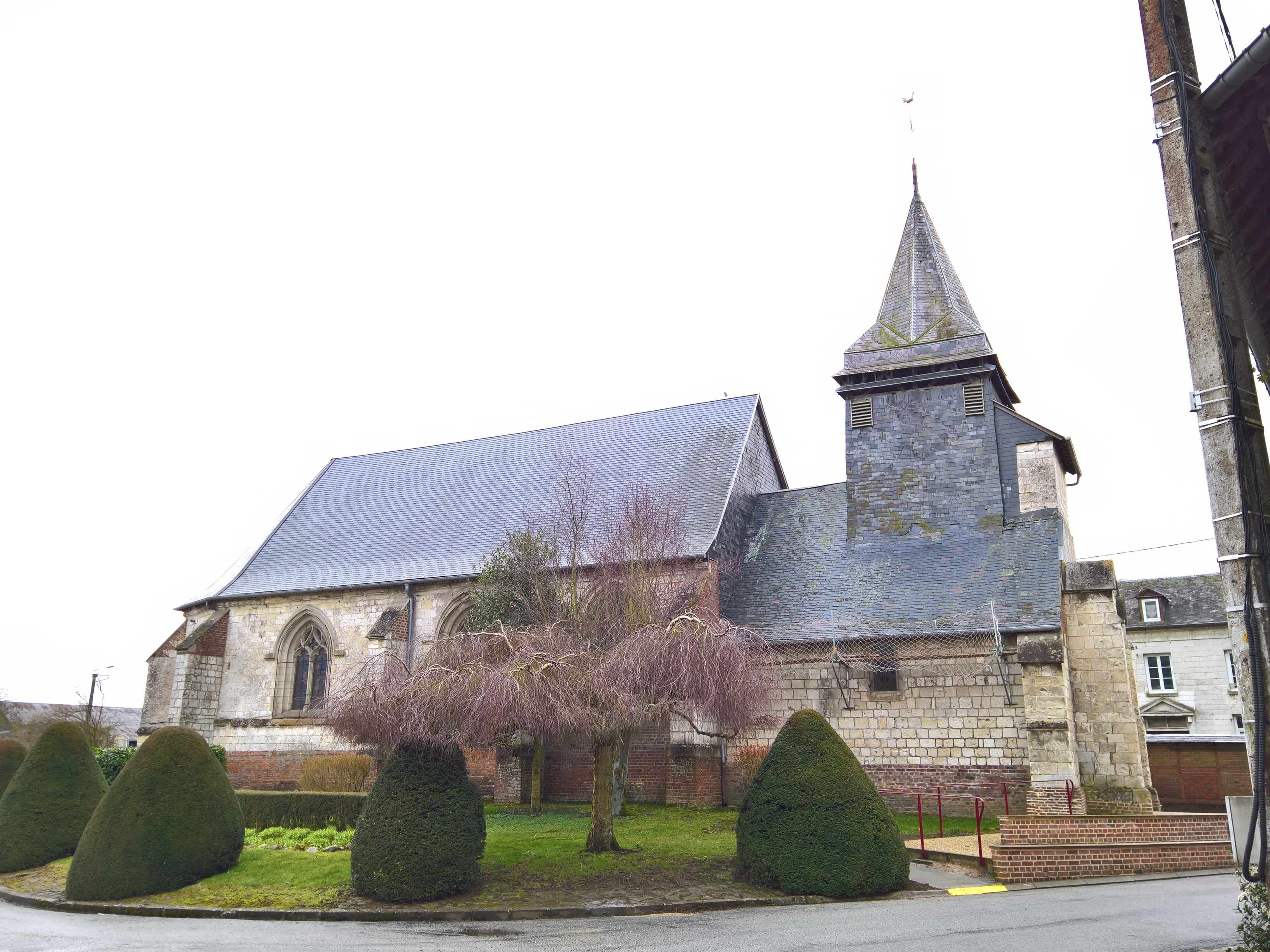
Coté de l'église
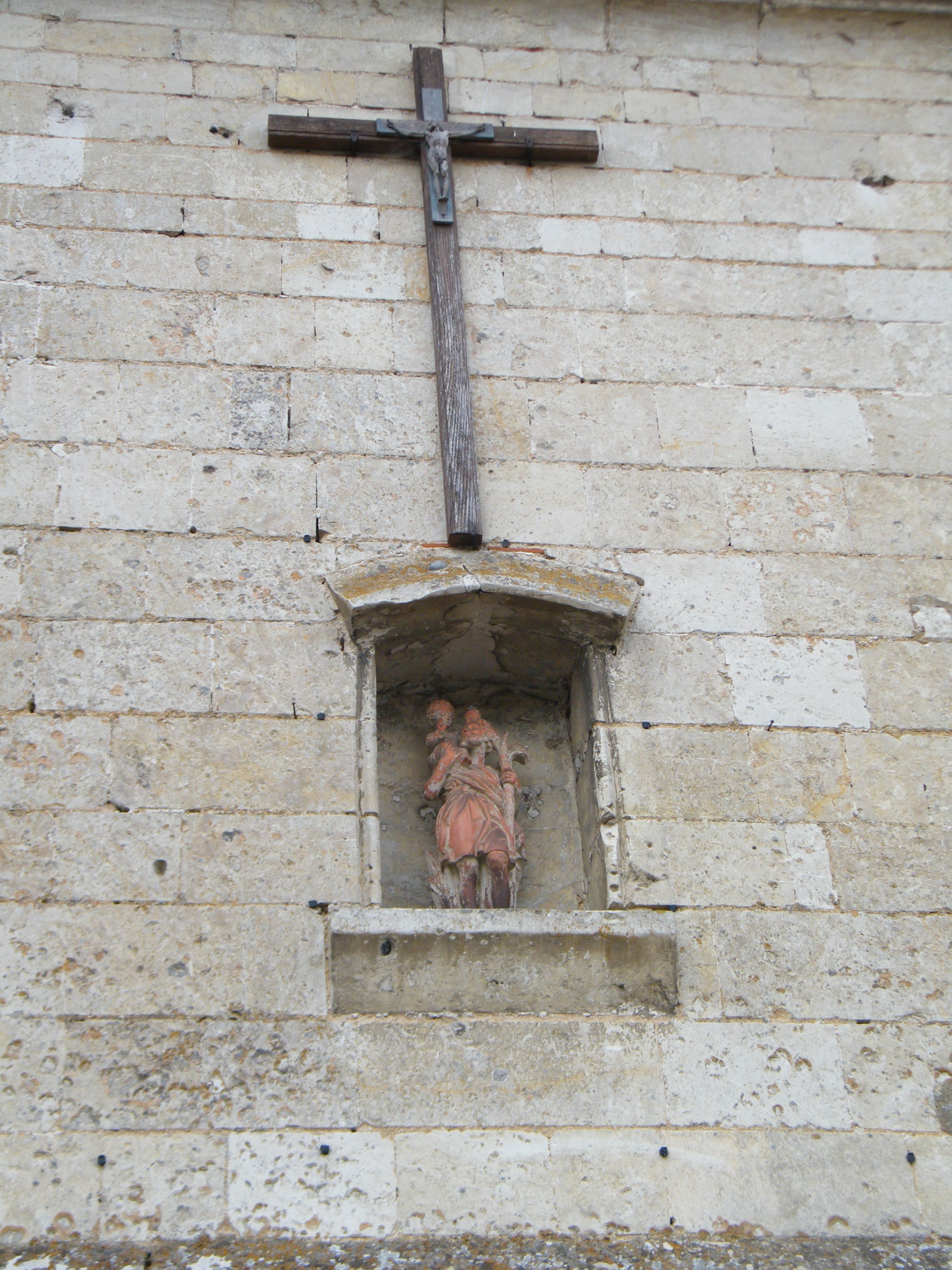
Chevet de l'église.
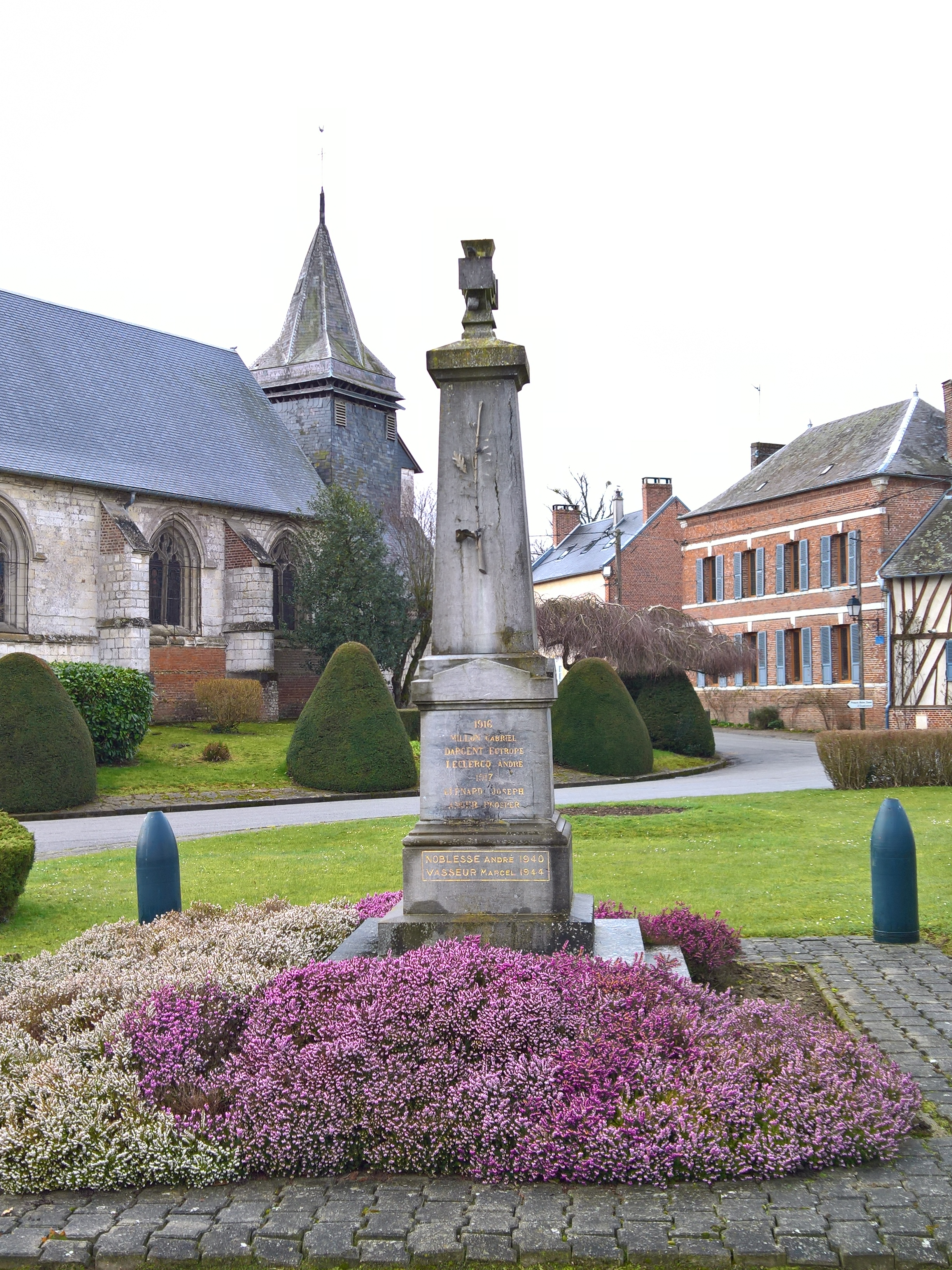
Le monument aux morts.

### Personnalités liées à la commune
- Père André-Marie, prêtre et artisan[réf. nécessaire].

### Cultes
Le 1er octobre 1966, le père Henri-Marie Guilluy y fonde le prieuré Notre-Dame-d'Espérance pour les moines handicapés moteurs et mentaux, avec l'aide de l'évêque d'Amiens, Mgr Géry Leuliet. La communauté est officiellement reconnue par l'État en 1977 et par l'Église en tant que pieuse union (aujourd'hui Association de fidèles) Notre-Dame d'Espérance. Elle est ensuite érigée en congrégation diocésaine le 2 février 1984, puis associée à l'ordre bénédictin le 29 septembre 1990. D'autres communautés sont ensuite créées.